# Cosmópolis (kommun)
Cosmópolis är en kommun i Brasilien.   Den ligger i delstaten São Paulo, i den sydöstra delen av landet, 800 km söder om huvudstaden Brasília. Antalet invånare är 58 821.
Följande samhällen finns i Cosmópolis:
- Cosmópolis

Runt Cosmópolis är det i huvudsak tätbebyggt. Runt Cosmópolis är det tätbefolkat, med 427 invånare per kvadratkilometer.